# LL Cool J
James Todd Smith (sinh ngày 14 tháng 1 năm 1968; nghệ danh: LL Cool J, viết tắt của Ladies Love Cool James) là một ca sĩ nhạc rap, diễn viên, tác giả, doanh nhân đến từ Queens, New York. Một vài ca khúc hip hop nổi bật của anh có thể kể đến như: "I Can't Live Without My Radio", "I'm Bad", "The Boomin' System", "Rock The Bells" hay "Mama Said Knock You Out". Bên cạnh đó, anh cũng có các ca khúc ballad trữ tình đáng chú ý khác như: "Doin' It", "I Need Love", "Around the Way Girl" và "Hey Lover".
LL Cool J đã cho ra mắt 13 album phòng thu và 2 album tuyển tập chọn lọc. Năm 2010, VH1 xếp anh vào danh sách "100 Nghệ sĩ hay nhất mọi thời đại".